# 川辺宿駅
川辺宿駅（かわべじゅくえき）は、岡山県倉敷市真備町川辺美トロにある、井原鉄道井原線の駅。

## 歴史
- 1999年（平成11年）1月11日：井原線開業と同時に設置[1]。

## 駅構造

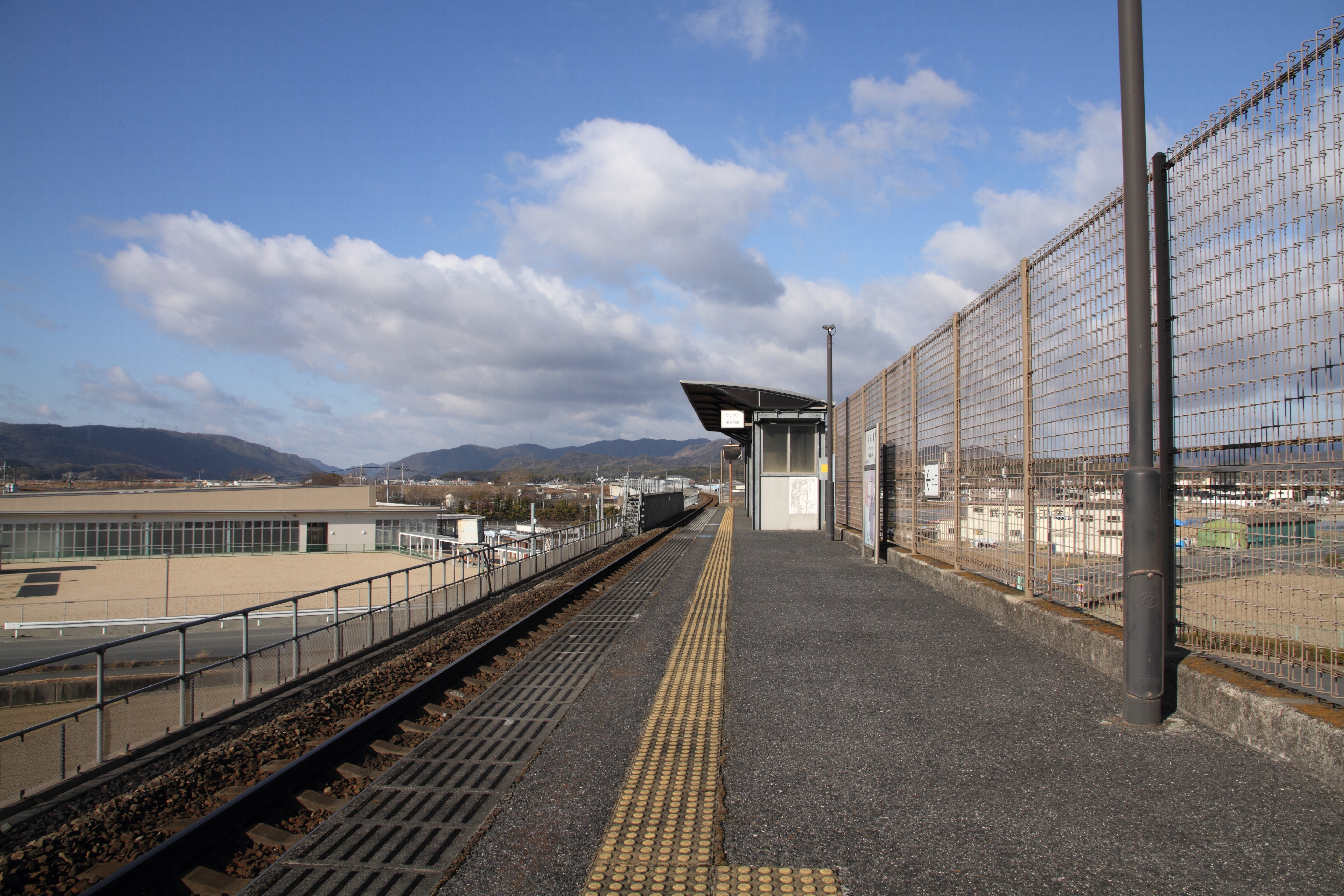
構内（2022年2月）

神辺方面に向かって右側に単式ホーム1面1線を有する高架駅（停留所）。直接ホームに上がる形の無人駅であるが、地上に待合所がある。自動券売機等は設置されていない。

## 利用状況
| 1日乗降人員推移 | 1日乗降人員推移 |
| 年度            | 1日平均人数     |
| --------------- | --------------- |
| 2018年          | 189             |

## 駅周辺
- 国道486号
- 金田一耕助の小径
  - 艮御崎神社 - 旧川辺村の村社、徒歩約14分[3]。
  - 川辺本陣・脇本陣跡 - 艮御崎神社より旧山陽道沿いに約100メートル東に川辺脇本陣跡があり、さらに東に約50メートルに川辺本陣跡がある[4]。
- まび記念病院
- ディオ真備店
- 山陽マルナカ真備店
- フードバスケット真備店
- ザグザグ真備店
- コメリ真備店
- 小田川 - 井原線の南側を小田川が東西に流れるが、平成30年7月豪雨の際には川辺宿駅周辺で水害が発生した[5]。
  - 南山城跡 - 徒歩約30分（南東へ約2.5km）[6]。小田川と高梁川の合流点地点にある丘陵上に築かれた城跡である。小田川合流点付替え事業に伴い、2017年4月から発掘調査が行われ、発掘成果が2019年8月の全国城郭研究者セミナーで発表された[7]。最後の現地説明会（2019年9月実施）には当初より定員を増やして300人が参加し、関西地方や関東地方から訪れた者もいた[8]。

## その他
- パークアンドライド用に、駅前に37台分の駐車場がある。

## 関連項目

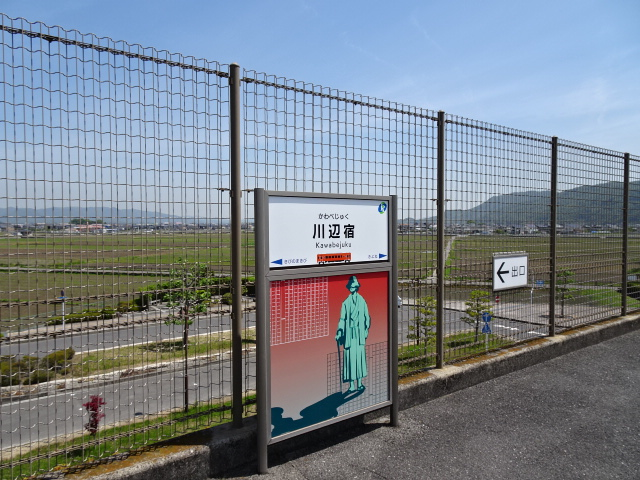
「川辺宿」の駅名標 駅名標の下に金田一耕助が描かれている。
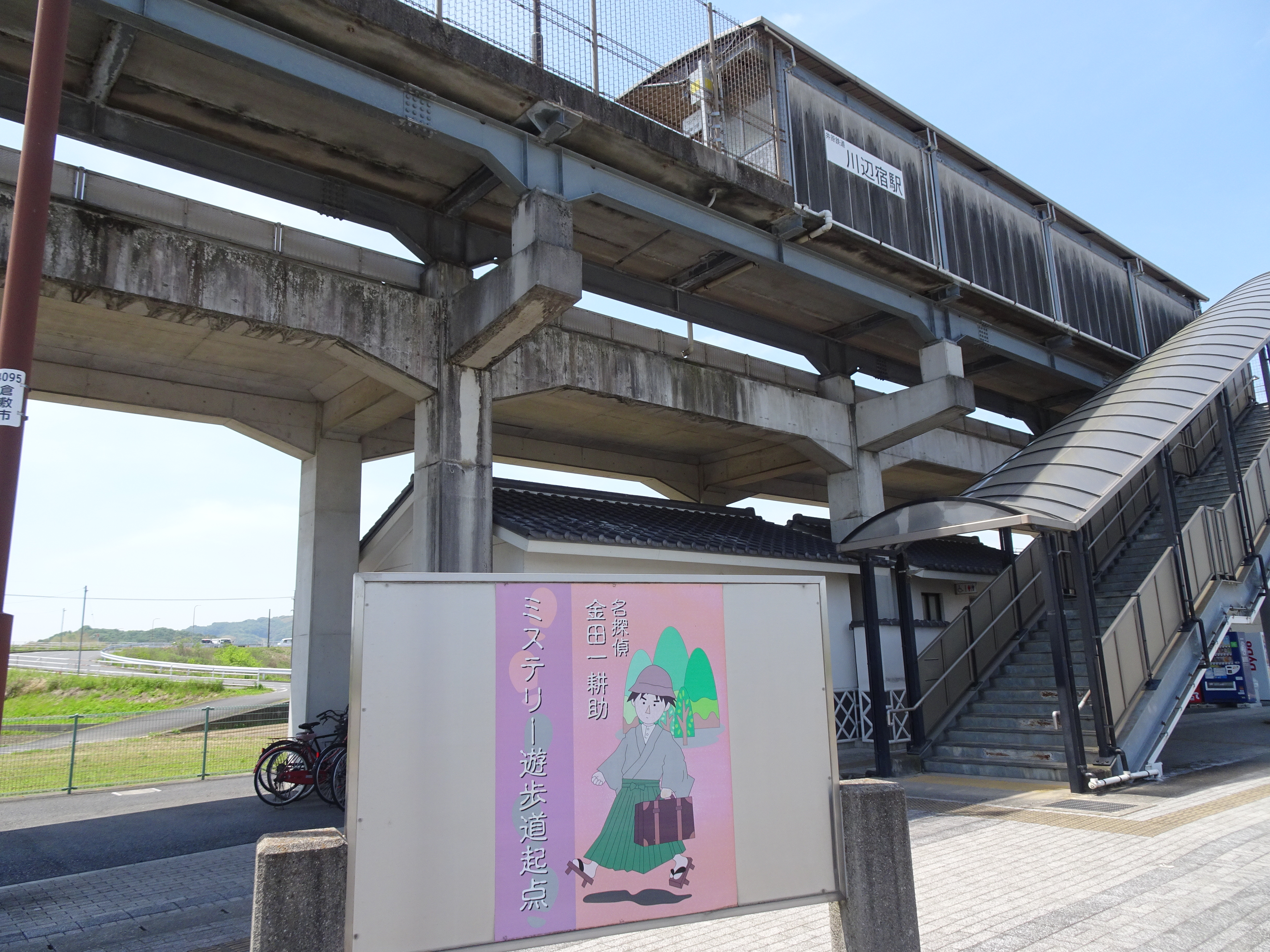
川辺宿駅の地上入口 金田一耕助の看板に「ミステリー遊歩道起点」と記されている。
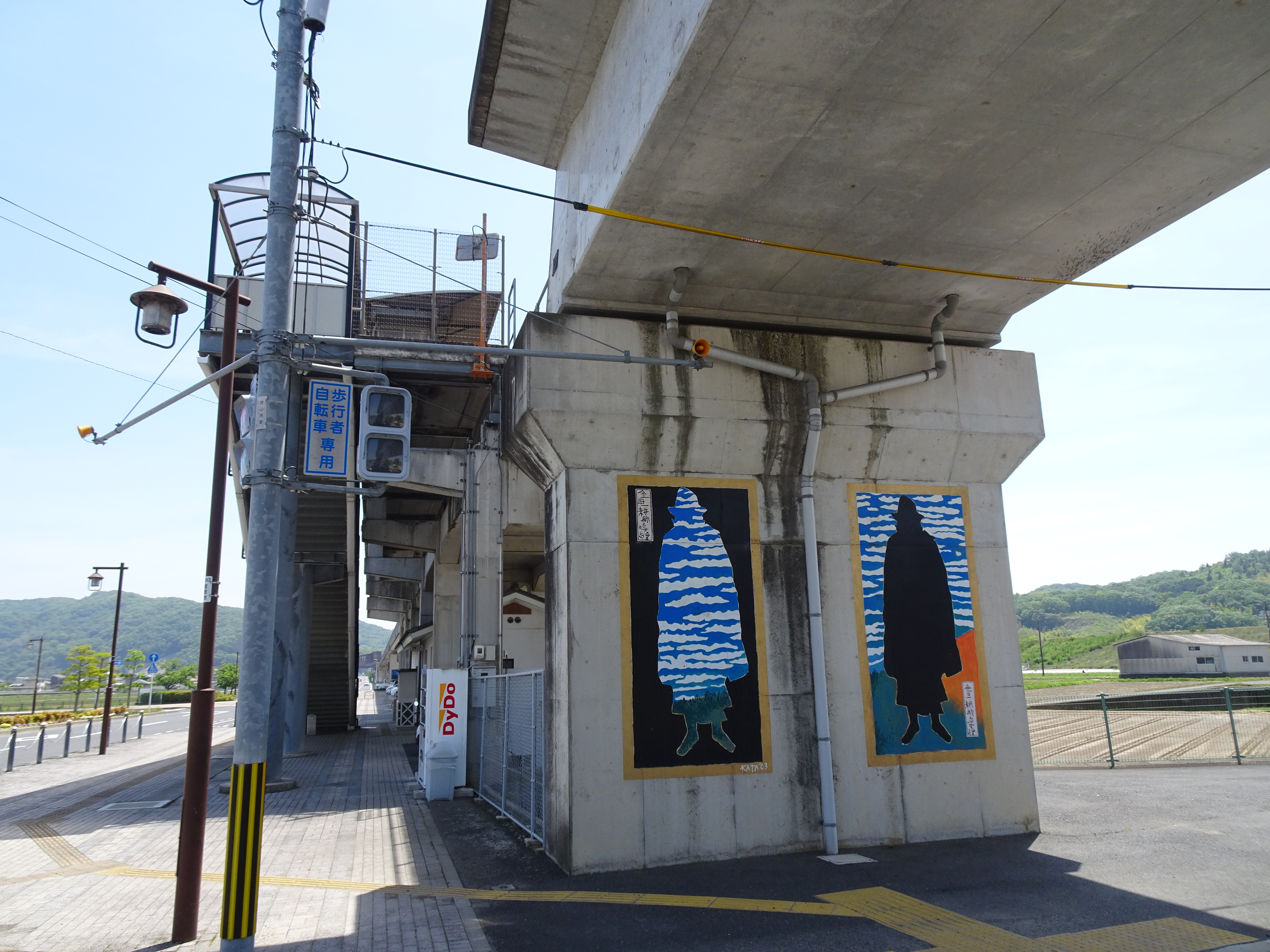
橋脚に描かれた金田一耕助のシルエット

## 隣の駅
井原鉄道
■井原線
清音駅 - 川辺宿駅 - 吉備真備駅